# Mieke Pullen
Mieke Pullen (in erster Ehe Hombergen; * 14. Juli 1957; † 28. Januar 2003 in Haaren) war eine niederländische Marathonläuferin.
Die Mutter von zwei Kindern begann erst im Alter von 30 Jahren mit dem Laufsport. Schon im Jahr darauf wurde sie Fünfte beim Eindhoven-Marathon in 2:53:44 h und Dritte beim Zevenheuvelenloop.
1990 wurde sie als Gesamtzweite beim Westland Marathon niederländische Marathon-Meisterin, gewann den Eindhoven-Marathon und wurde erneut Dritte beim Zevenheuvelenloop. Im Jahr darauf siegte sie beim Amsterdam-Marathon und verteidigte ihren Titel in Eindhoven. 1992 wurde sie als Gesamtvierte beim Rotterdam-Marathon erneut nationale Marathonmeisterin, Vierte bei der Maratona d’Italia und Dritte beim Frankfurt-Marathon. 
1994 wurde sie Zehnte in Rotterdam, Dritte beim Enschede-Marathon und siegte beim Singapur-Marathon. Ein Jahr später kam sie in Rotterdam und beim Berlin-Marathon jeweils auf den zehnten Platz und wurde Zweite in Eindhoven.
1996 folgte einem Sieg in Enschede ein zweiter Platz in Singapur. 1997 gewann sie die letzte Austragung des Westland Marathons, wurde als Gesamtsiegerin des Eindhoven-Marathons zum dritten Mal niederländische Meisterin und gewann den Montferland Run.
1998 wurde sie Achte in Rotterdam, verteidigte als Gesamtzweite in Eindhoven ihren nationalen Titel und siegte erneut beim Montferland Run. 1999 wurde sie Siebte beim Rom-Marathon und Vierte in Eindhoven.
Ihren letzten großen Erfolg feierte sie bei der Marathon-Weltmeisterschaft der Senioren 2001 in Brisbane: An ihrem 44. Geburtstag wurde sie Gesamtsiegerin in 2:46:10 h.
2003 verunglückte sie tödlich, als sie bei einem Trainingslauf von einem Fahrzeug erfasst wurde.
Mieke Pullen war 1,65 m groß und wog 50 kg. Sie wurde von ihrem zweiten Ehemann Gerard Notenboom trainiert und startete für die Leichtathletikabteilung der PSV Eindhoven.

## Persönliche Bestzeiten
- Halbmarathon: 1:13:21 h, 27. September 1997, Veghel
- Marathon: 2:36:14 h, 12. Oktober 1997, Eindhoven